# 克拉布奧查德 (內布拉斯加州)
克拉布奧查德（英語：Crab Orchard）是位於美國內布拉斯加州約翰遜縣的村。

## 人口
根據2020年美國人口普查的數據，克拉布奧查德的面積為0.41平方千米，皆為陸地。當地共有人口47人，而人口密度為每平方千米115人。